# Ландр, Лориса
Лориса Ландр (фр. Laurisa Landre, родилась 27 октября 1985 года в Пуэнт-а-Питре) — французская гандболистка гваделупского происхождения, линейная румынского клуба «Крайова» и сборной Франции; серебряный призёр летних Олимпийских игр 2016.

## Биография

### Клубная карьера
Воспитанница клуба «Флёри», сыграла в нём 9 сезонов. В 2012 году перешла в «Гавр», будучи обменянной на Ливию Мартинс Хорасио. В апреле 2013 года Лориса продлила контракт с клубом, в его составе признавалась лучшей линейной в 2013 и 2014 годах. После вылета клуба во второй дивизион и начала финансовых проблем Лориса перешла летом 2015 года в румынскую команду «Крайова».

### Карьера в сборной
Лориса вызвана в сборную впервые весной 2014 года. Первую игру провела в июне 2014 года против Словакии.

## Награды и звания
30 ноября 2016 года было присвоено звание кавалера ордена «За заслуги».